# Deutsche Regionaleisenbahn
Die Deutsche Regionaleisenbahn GmbH (DRE, Sitz: Berlin) ist ein nichtbundeseigenes Eisenbahninfrastrukturunternehmen (EIU), das nach der Streckenlänge das zweitgrößte Streckennetz nach der Deutschen Bahn in Deutschland verwaltet. Sie wurde 1993 vom Deutschen Bahnkunden-Verband e. V. (DBV) gegründet. Die DRE agiert deutschlandweit, aber in einzelnen Bundesländern gibt es eigenständige Tochtergesellschaften, wie die Unternehmensstruktur zeigt.

## Geschichte und Ziele
Die Deutsche Regionaleisenbahn wurde 1993 vom Verein PRO BAHN e. V. (Hauptverband Ostdeutscher Länder) (dem späteren DBV) zunächst als gemeinnütziges Sondervermögen gegründet und 1996 in eine GmbH überführt. Diese war als EIU und auch als Eisenbahnverkehrsunternehmen (EVU) zugelassen. Aufgrund des Beschlusses des DBV vom 27. November 2004 wurde die DRE an die Mitarbeiter-Holding Drebeg-Beteiligungsgesellschaft (EBEG) GbR verkauft, da ansonsten die Gemeinnützigkeit des DBV gefährdet gewesen wäre. Anfang 2009 hat der DBV mit der DRE eine Kooperationsvereinbarung abgeschlossen, die die bestehende Zusammenarbeit vertraglich absichert und den DBV-Mitgliedsvereinen eine Meistbegünstigungsklausel einräumt. Ende Oktober 2016 hat sich die Mitarbeiter-Beteiligungsgesellschaft EBEG aufgelöst und deren Mitglieder sind nunmehr direkte Gesellschafter der DRE geworden.
Die DRE entstand zeitlich parallel zur Deutschen Bahn AG und benutzte zunächst den Kurznamen DR. Aus namensrechtlichen Gründen wurde dieser nach wenigen Monaten in DRE geändert.
Sie fühlt sich den satzungsgemäßen Zielen des DBV insbesondere hinsichtlich der Erhaltung der Eisenbahninfrastruktur und der Verhinderung der Stilllegung von Eisenbahnstrecken verbunden. Dies geschieht entweder durch den Abschluss von Trassensicherungsverträgen mit dem bisherigen Eigentümer (vor allem DB InfraGO) oder durch Übernahme der Strecken mittels Pacht- oder Kaufvertrag. Zur Sicherung des Unternehmens wird bei Streckenübernahmen von anderen EIUs zunehmend deren wirtschaftliche Tragfähigkeit berücksichtigt.
Ab März 2015 stellte die DRE auf der sächsischen Nebenbahn Mittelherwigsdorf–Varnsdorf–Eibau den Schienenverkehr zwischen Seifhennersdorf und der Grenze zu Tschechien ein, weil die hohen Sicherheitsanforderungen im internationalen Verkehr, die auch für Nebenstrecken galten, nicht eingehalten werden konnten. Erst mit der Novellierung des Allgemeinen Eisenbahngesetzes im Jahr 2019 entfiel die Notwendigkeit einer Sicherheitsbescheinigung für Eisenbahnverkehrsunternehmen, die nicht am Eisenbahnbetrieb auf dem übergeordneten Netz teilnehmen. Nach dem Abschluss weiterer notwendiger Arbeiten an der Strecke hat der Freistaat Sachsen die Betriebserlaubnis erteilt und am 11. Juni 2023 konnte nach acht Jahren Schienenersatzverkehr schließlich der planmäßige Eisenbahnbetrieb zwischen Varnsdorf-pivovar Kocour und Seifhennersdorf wieder aufgenommen werden.

## Unternehmensstruktur
Die DRE hat als Tochterunternehmen das EVU DRE Bahnverkehr GmbH (Sitz: Strehla), die Bayerische Regionaleisenbahn GmbH (BRE, Sitz: Schwarzenbach a.d.Saale) und indirekt (über die Holdinggesellschaft) das Fahrzeugunternehmen Landeseisenbahn Braunschweig gGmbH (Sitz: Braunschweig). Der Sperrminoritätsanteil an der Döllnitzbahn GmbH wurde 2007 veräußert. Die DRE Transport GmbH wurde am 13. Mai 2008 aus dem bis dahin bestehenden Infrastrukturinstandhaltungsbetrieb BahnInfrastrukturDienste GmbH (BID) (Sitz: Oschatz) umfirmiert. Anlässlich einer Umstrukturierung erhielt diese Gesellschaft im Februar 2009 die Bezeichnung DRE Bahnverkehr GmbH; sie dient in der DRE-Gruppe als EVU.
Die DRE ist Mitglied im Tarifverband der Bundeseigenen und Nichtbundeseigenen Eisenbahnen in Deutschland (TBNE).
Da die DRE in Sachsen eine Strecke betreibt, die an das benachbarte Ausland angrenzt, benötigt sie eine Sicherheitsgenehmigung (gemäß § 7c Allgemeines Eisenbahngesetz), die den Nachweis eines Sicherheitsmanagementsystems erfordert. Diese Genehmigung erteilte das Eisenbahn-Bundesamt (EBA) am 9. Juli 2009. Somit unterliegt die DRE hier direkt der Aufsicht des EBA. Anders als zuweilen dargestellt bleibt die Zuständigkeit der Landeseisenbahnaufsichten für die anderen DRE-Strecken davon jedoch unberührt.

## Infrastruktur

### Strecken

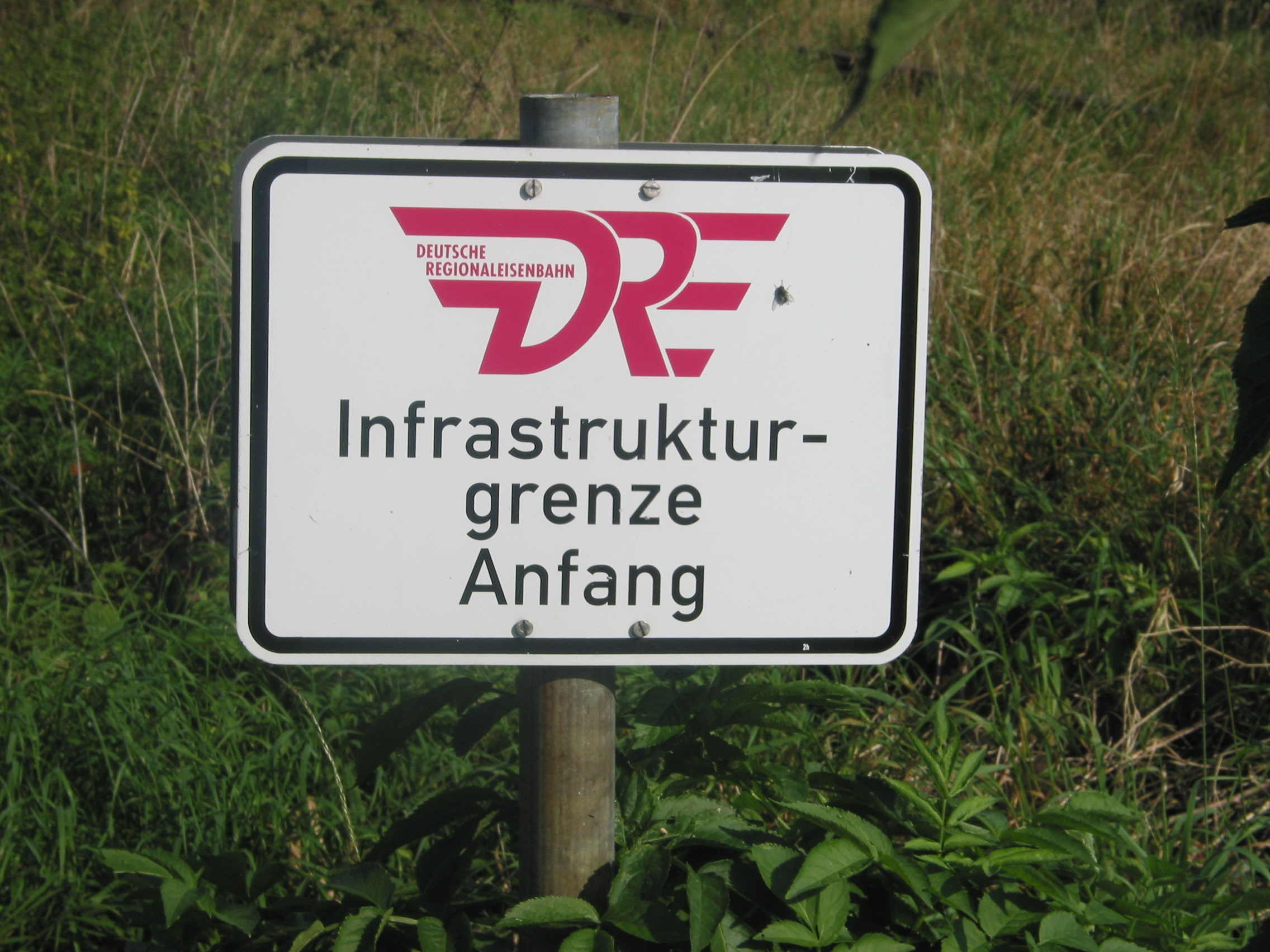
Schild am Anfang einer DRE-Strecke

Ende 2013 hatte das Infrastrukturnetz der DRE-Gruppe mit einer Gesamtlänge von 844 Kilometer seine größte Ausdehnung erreicht. Seither ist festzustellen, dass nicht betriebsbereite Strecken zunehmend an Dritte abgegeben oder stillgelegt werden. Im April 2020 umfasst das Streckennetz noch 735 Kilometer, wovon 83 Kilometer von der Tochtergesellschaft BRE betrieben werden. Von der Gesamtstreckenlänge sind 362 Kilometer in Betrieb.
Nachfolgend sind die im Besitz der DRE-Gruppe befindlichen und die von ihr gepachteten Strecken, sortiert nach Bundesländern und Streckennummern, aufgeführt.

#### Bayern
- 5000, KBS 862 (Ö), Fichtelgebirgsbahn, Bahnstrecke Bayreuth–Warmensteinach: (Bayreuth–Weidenberg an den Landkreis Bayreuth verpachtet; Schienenpersonennahverkehr (SPNV))
- 5110/5111, früher KBS 819 (Ö), Obere Steigerwaldbahn, Bahnstrecken Strullendorf–Frensdorf und Frensdorf–Schlüsselfeld (BRE)
- 5843, früher KBS 881 (U/G), Granitbahn, Bahnstrecke Passau-Voglau–Hauzenberg: Passau-Voglau–Hauzenberg (BRE)
- 5844, früher KBS 881 (U), Untere Donautalbahn, Bahnstrecke Erlau–Wegscheid: Erlau–Obernzell (BRE)
- 5864, früher KBS 874 (Ö), Zementbahn, Bahnstrecke Maxhütte-Haidhof – Burglengenfeld (BRE, im Auftrag der HeidelbergCement AG)

#### Brandenburg

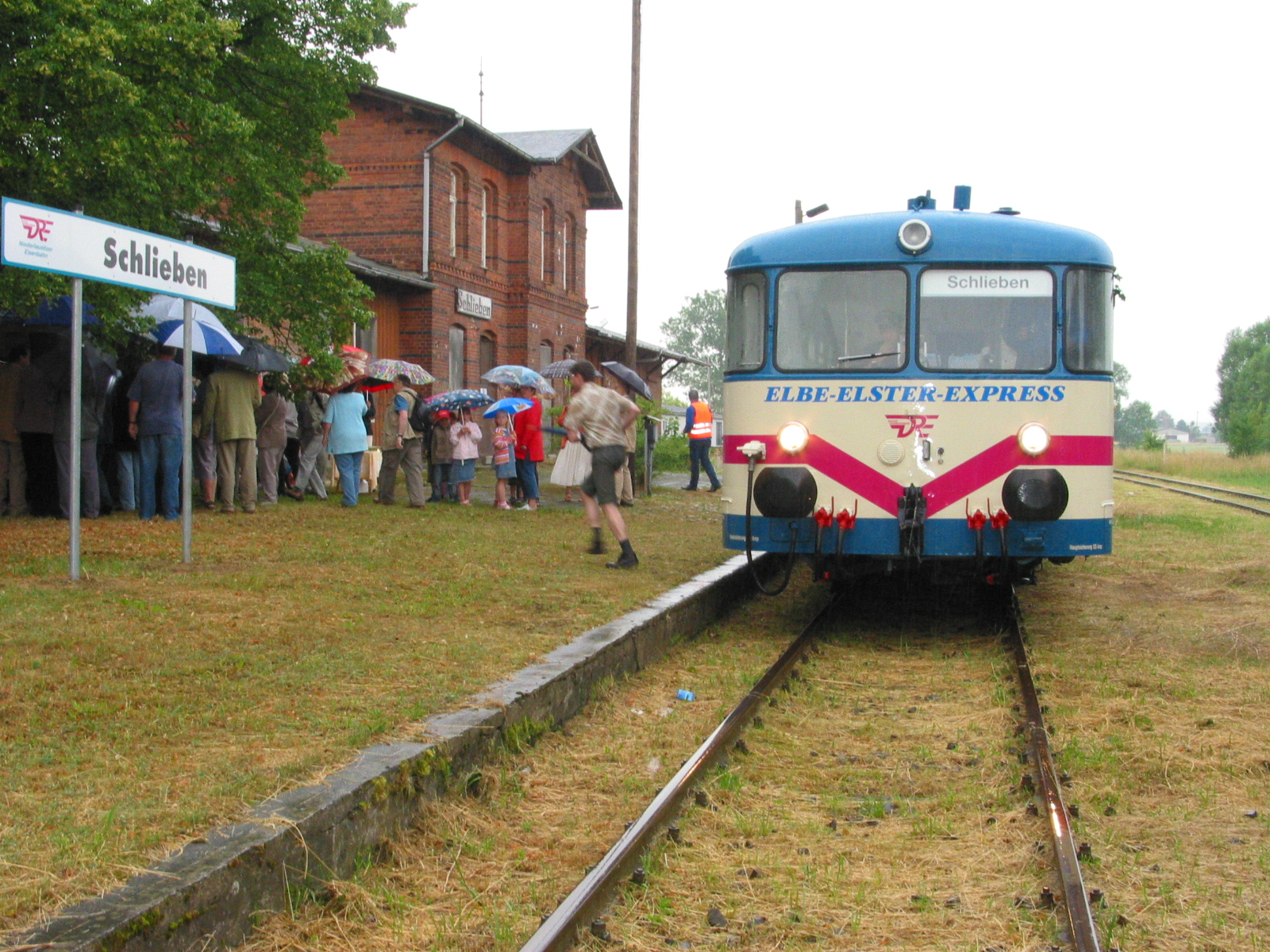
Elbe-Elster-Express in Schlieben am 30. Juni 2006 mit 798 01

- 6542, früher KBS 217 (Ö), Flämingbahn, Bad Belzig–Niemegk
- 6826, früher KBS 213 (Ö/A), Niederlausitzer Eisenbahn, Beeskow West–Falkenberg/Elster

#### Niedersachsen
- 6905, früher KBS 113 (U), Jeetzeltalbahn, Bahnstrecke Salzwedel–Dannenberg: Dannenberg (Elbe) Ost–Wustrow

#### Sachsen

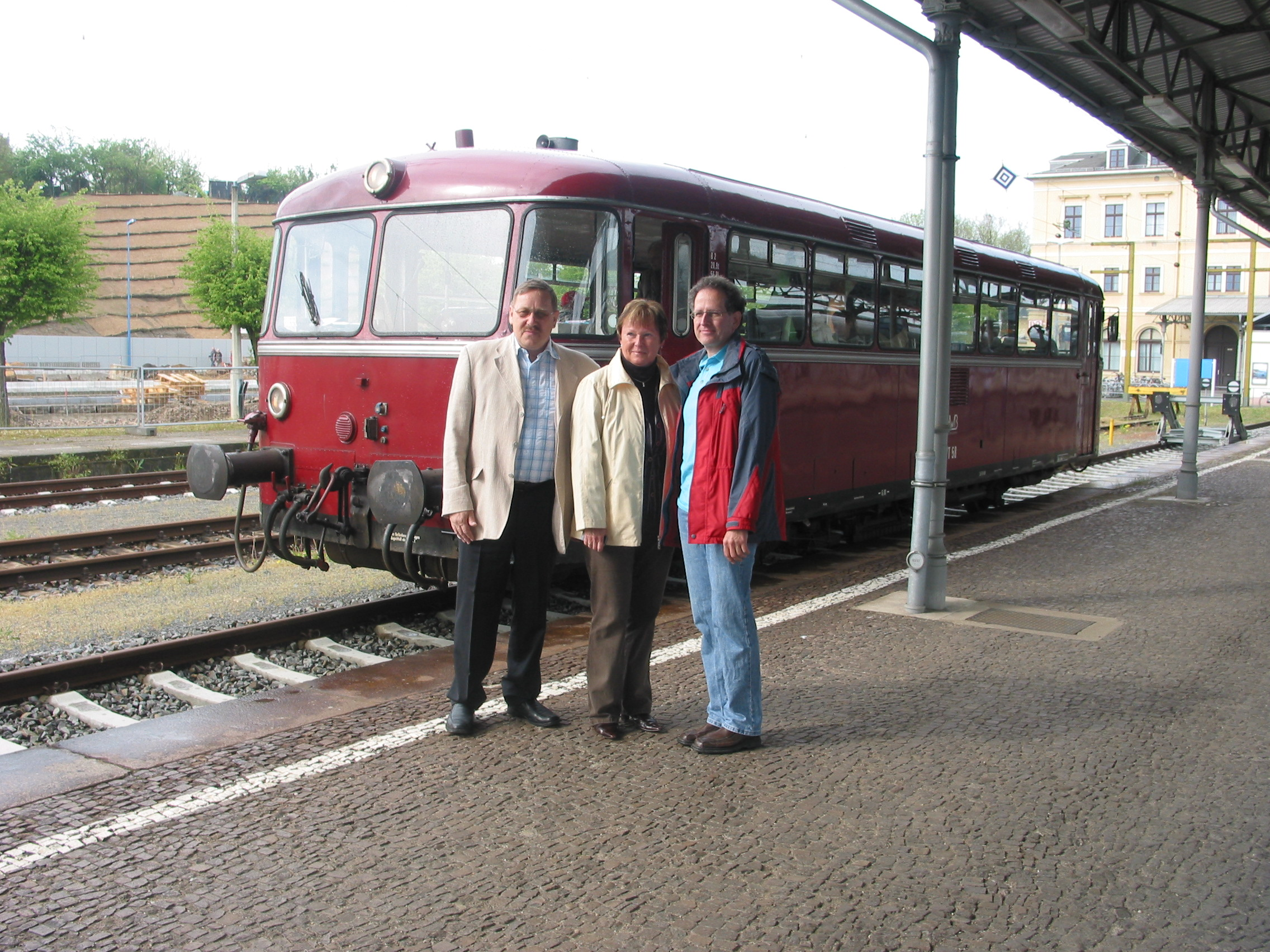
Elbe-Spreewald-Kurier gemietet von der Hochwaldbahn am 1. Mai 2008 in Riesa mit Uerdinger Schienenbus VT 98

- 6214, früher KBS 231 (Ö/-), Lausitzer Bergland-Bahn, Bahnstrecke Zittau–Löbau: Löbau–Niedercunnersdorf–Oberoderwitz
- 6216 früher KBS 239 (Ö), Lausitz-Semmering-Bahn, Bahnstrecke Bautzen–Bad Schandau: Neukirch/Lausitz West–Oberottendorf–Neustadt (Sachsen)
- 6577, früher KBS 223 (A/-), Horka-Priebuser-Bahn, Bahnstrecke Horka–Przewóz: Horka–Lodenau–Steinbach (Neiße)
- 6587, früher KBS 231 (Ö), Lausitzer Bergland-Bahn, Bahnstrecke Ebersbach–Löbau: Ebersbach (Sachs)–Abzweig Höllengrund
- 6588, früher KBS 232 (Ö), Mandaubahn, Bahnstrecke Mittelherwigsdorf–Varnsdorf–Eibau: Eibau–Seifhennersdorf Grenze (SPNV zwischen Seifhennersdorf und Grenze mit Tschechien)
- 6629, früher KBS 529 (U), Muldentalbahn, Bahnstrecke Glauchau–Wurzen: Großbothen–Colditz
- 6823, früher KBS 503 (Ö), Muldebahn, Bahnstrecke Beucha–Trebsen: Beucha–Trebsen

#### Sachsen und Sachsen-Anhalt
- 6831, früher KBS 218 (Ö), Dübener-Heide-Bahn, Pretzsch–Eilenburg Ost (drei Kilometer sind elektrifiziert)

#### Sachsen und Thüringen
- 6653, früher KBS 547 (-), Werdauer Waldbahn, Bahnstrecke Werdau–Mehltheuer: Werdau West–Wünschendorf/Elster
- 6656/6658, früher KBS 543 (Ö), Wisentatalbahn, Bahnstrecke Schönberg–Schleiz: Schönberg (Vogtl)–Schleiz West[15]

#### Sachsen-Anhalt
- 6800, früher KBS 588 (U/Ö/U), Halle-Hettstedter Eisenbahn, Bahnstrecke Halle Klaustor–Hettstedt: Halle-Nietleben–Halle Heidebf–Halle-Dölau–Hettstedt (Eigentümer: Roth AG (ROP))
- 6830, früher KBS 218 (Ö), Dübener-Heide-Bahn, Bahnstrecke Pratau–Torgau: Pratau–Pretzsch
- 6855, früher KBS 342 (Ö), Köthen–Akener Bahn, Bahnstrecke Köthen–Aken: Köthen–Aken (Elbe) (BRE)
- 6861, früher KBS 316 (Ö/-), Zuckerbahn, Bahnstrecke Blumenberg–Eilsleben: Blumenberg–Klein Wanzleben–Eilsleben, Güterverkehr bis Klein Wanzleben (Bioethanolwerk)[16]
- 6900, früher KBS 302 (Ö/-), Drömlingbahn, Bahnstrecke Salzwedel–Oebisfelde: Salzwedel–Klötze–Oebisfelde (Brücke über den Mittellandkanal fehlt)
- 6901, früher KBS 302 (Ö/U), Arendseeahn, Bahnstrecke Salzwedel–Geestgottberg: Salzwedel–Arendsee–Geestgottberg

#### Sachsen-Anhalt und Thüringen
- 6726, KBS 585 (Ö), Unstrutbahn, Bahnstrecke Naumburg–Artern: von Nebra bis Artern[17] (SPNV zwischen Nebra und Wangen (Unstrut))
- 6814, früher KBS 553 (Ö), Zeitz–Altenburger Eisenbahn, Bahnstrecke Zeitz–Altenburg: Zeitz–Tröglitz–Meuselwitz (BRE)[18]

#### Thüringen
- 6683, früher KBS 556 (-), Thüringer Oberlandbahn, Bahnstrecke Triptis–Marxgrün: Triptis–Ebersdorf-Friesau
- 6688, früher KBS 567 (-), Max-und-Moritz-Bahn, Bahnstrecke Probstzella–Neuhaus am Rennweg: Probstzella–Ernstthal am Rennsteig
- 6725, früher KBS 593 (U), Kyffhäuserbahn, Bahnstrecke Bretleben–Sondershausen: Bretleben–Bad Frankenhausen (im Auftrag der Bundeswehr)

 Legende 
A – Anschlussbahn gemäß § 9 BOA; G = im Genehmigungs-/Erlaubnisverfahren; KBS – Kursbuchstrecke; Ö – Öffentliche Strecke gemäß § 6 oder 7 AEG; U = nur Unternehmensgenehmigung;

### Infrastrukturmaßnahmen
Um den Bahnverkehr auf ihrem Streckennetz nach einer längeren, verkehrslosen Zeit wieder aufzunehmen oder zu verbessern, hat die DRE unter anderem folgende Infrastrukturmaßnahmen initiiert:
- Bahnstrecke Pretzsch–Eilenburg: Errichtung einer Be- und Verladestation für Güterzüge mit Kies des Kieswerks Laußig;[19] die Erstverladung fand am 4. November 2008 statt.[20] Ende Juli 2010 wurde der neue Haltepunkt Bad Schmiedeberg Kurzentrum eröffnet, so dass die Fahrten vom bisherigen Endbahnhof Bad Schmiedeberg um einen Kilometer verlängert werden konnten.[21] Anfang Juli 2011 wurde der Abschnitt Eilenburg Ost–Übergabebahnhof Kieswerk Sprotta wieder für den elektrischen Betrieb hergerichtet.[22]
- Horka-Priebuser-Kleinbahn: Ertüchtigung der Strecke im Herbst 2008 bis zu einem neuen Pelletwerk im Gewerbegebiet am Rothenburger Flugplatz; ab Anfang 2009 sollte das Fertigprodukt mit drei Ganzzügen pro Woche abgefahren werden.[23] Im September 2009 meldete das Werk jedoch Insolvenz an, und es wurde nie ein Zug über die Strecke abgefahren (Stand Juni 2012).
- Niederlausitzer Eisenbahn: Inbetriebnahme eines Anschlussgleises in das Industriegebiet Luckau-Alteno am 12. Juni 1999.[24] Abbau der Schienen Mitte der 1990er Jahre im Abschnitt Groß Leuthen–Gröditsch–Beeskow, so dass diese Teilstrecke seither nicht mehr befahrbar ist.
- Thüringer Oberlandbahn: Nachdem das Bundesverwaltungsgericht in Leipzig auf einen Eilantrag der DRE entschieden hat, dass die Eisenbahnüberführung über die Bundesautobahn 9 (BAB 9) bei Moßbach bei der Verbreiterung der Autobahn nicht abgerissen werden darf,[25] konnte Ende Oktober 2008 mit der DEGES ein Kreuzungsvertrag abgeschlossen werden, der den Abriss im Oktober 2009 und den Neubau einer längeren Eisenbahnbrücke über die BAB 9 vorsah.[26]
- Unstrutbahn: Neubau eines Bahnsteiges in Wangen (Unstrut), den der sachsen-anhaltische Verkehrsminister Karl-Heinz Daehre am 9. April 2009 einweihte.
Seit dem 10. April fahren die vom Land Sachsen-Anhalt bestellten Züge von Nebra um etwa zwei Kilometer weiter zum neuen Haltepunkt (wodurch für Besucher der Arche Nebra der Umstieg in Nebra entfällt).[27]

### Streckenkonsolidierung

#### Streckenüberprüfungen und Konsequenzen
Die DRE teilt ihre Strecken in Verkehrsstrecken, die für den Schienenverkehr bereitgehalten werden, und Entwicklungsstrecken ein, die meist stillgelegt sind und deren Trassen mit dem Ziel gesichert werden sollen, sie auch zu Verkehrsstrecken zu machen.
Aus Wirtschaftlichkeitsgründen werden vor allem die Entwicklungsstrecken immer wieder hinsichtlich ihrer Nutzungsmöglichkeiten überprüft. Wenn diese nicht absehbar sind, werden gepachtete Strecken an den Eigentümer zurückgegeben oder eigene Strecken anderweitig verwertet. Für folgende Strecken ist dies geschehen:
- Bahnstrecke Oberoderwitz–Löbau: Auf der 2007 von der DRE gepachteten Strecke konnte im Abschnitt Oberoderwitz–Niedercunnersdorf kein Verkehr entwickelt werden. Deswegen wurde dieser Streckenabschnitt Mitte 2012 wieder an den Eigentümer DB Netz zurückgegeben.[28]
- Bahnstrecke Bretleben–Sondershausen: Auf der 2008 gepachteten Strecke konnte zwischen Sondershausen und Bad Frankenhausen kein Verkehr entwickelt werden, so dass dieser Abschnitt 2012 an die DB Netz zurückgegeben wurde. Nach der Entwidmung[29] wurde die Trasse für den Weiterbau des Unstrut-Werra-Radwegs genutzt. Der Restabschnitt von Bad Frankenhausen bis Bretleben wird im Auftrag der Bundeswehr bis 2022 saniert.[30]

#### Streckenrückgaben und Stilllegungen
Mitte 2012 wurden mehrere Strecken (Bad Belzig–Niemegk, Gochsheim (Ufr)–Kitzingen-Etwashausen, Mühlberg Abzw. Kieswerk–Mühlberg (Elbe), Pretzsch–Torgau (Elbe-Heide-Bahn), Probstzella–Ernstthal) einer Wirtschaftlichkeitsprüfung unterzogen. Als deren Ergebnis wurden 2013 bisher vier Streckenabschnitte mit einer Länge von 61,1 Kilometern zur Übernahme durch andere Eisenbahninfrastrukturunternehmen gemäß § 11 AEG ausgeschrieben und anschließend stillgelegt:
- Unterfränkische Steigerwaldbahn: Abschnitt Kitzingen-Etwashausen – Wiesentheid-Gewerbegebiet (12,5 Kilometer)
- Niederlausitzer Eisenbahn: Abschnitte Falkenberg (Elster) – Schlieben – Uckro Süd und Groß Leuthen-Gröditsch – Beeskow (47,7 Kilometer), wobei der Abschnitt Falkenberg – Herzberg an die DB Netz zurückgegeben wurden.
- Bahnstrecke Neuburxdorf–Mühlberg: Abschnitt Mühlberg Abzw. Kieswerk – Mühlberg/Elbe (0,9 Kilometer)

In den Jahren danach gab es weitere Stilllegungen beziehungsweise bei gepachteten Strecken kam es zur Rückgabe an den Eigentümer DB Netz:
- Unterfränkische Steigerwaldbahn: Gochsheim (Ufr)–Kitzingen-Etwashausen (42 Kilometer, Februar 2016)[32]

#### Verkauf
- Das vier Kilometer lange Anschlussgleis zum Güterverkehrszentrum Berlin Ost in Grünheide–Freienbrink[33], das an der Tesla Gigafactory Berlin-Brandenburg vorbeiführt, wurde nach längeren Verkaufsverhandlungen[34] Ende Januar 2022 an Tesla verkauft. Seit dem 4. September 2023 fahren von Tesla bestellte und von der Niederbarnimer Eisenbahn betriebene Shuttle-Züge im 40-Minuten-Takt zum neuen Haltepunkt Fangschleuse, Tesla Süd Bhf am südlichen Werksgelände.[35]

### Streit um Betriebspflicht
Im April 2015 entschied das Verwaltungsgericht Magdeburg, dass auf nicht betriebsbereiten Strecken eine Pflicht zur Betriebsaufnahme bestehe, solange diese nicht nach § 11 AEG förmlich stillgelegt seien. Das Gericht wies damit eine Klage der DRE gegen einen Bescheid der Landeseisenbahnaufsicht von Sachsen-Anhalt ab. Mit dem Bescheid war die DRE dafür belangt worden, dass sie eine von ihr übernommene Strecke trotz erteilter Betriebsgenehmigung nach § 6 AEG teilweise nicht betriebsbereit vorgehalten und außerdem keine Betriebsaufnahmeerlaubnis nach § 7f AEG beantragt hatte.
Nach Ansicht des Gerichtes unterliege ein Eisenbahn-Infrastrukturunternehmen ab Erteilung der Betriebsgenehmigung der eisenbahnrechtlichen Betriebspflicht, von der es sich auch nicht durch eine ausbleibende Beantragung der Betriebsaufnahmeerlaubnis entziehen könne. Die DRE hat hiergegen Rechtsmittel eingelegt, zumal aufgrund der Entscheidung aus Sachsen-Anhalt womöglich auch Strecken der Unternehmensgruppe in anderen Bundesländern betroffen wären. Weitere derartige Probleme sind jedoch bis zum späten Frühjahr 2018 nicht aufgetreten.

### Trassenpreissystem
Das ab 1. März 2008 gültige Trassenpreissystem sieht für die öffentlichen Strecken vier Preiskategorien vor, die nach dem Zuggewicht für alle relevanten Streckenabschnitte differenziert sind. Zusätzlich wird ein Dampfzuschlag von 20 Prozent und ein Zuschlag für Lademaßüberschreitung von 50 Prozent erhoben. Für die Nutzung der Gleisinfrastruktur im GVZ Berlin Ost (Freienbrink) gibt es ein eigenes Trassenpreissystem, das auch die Abstellung von Eisenbahnfahrzeugen und Umschlagleistungen regelt.

### Betriebsleitung
Die meisten DRE-Strecken werden im Zugleitbetrieb überwacht, einem vereinfachten Betriebsverfahren, bei dem auf Signale an den Strecken weitgehend verzichtet werden kann. Um den Aufwand für lokale Zugleitstellen zu reduzieren, wurde am 10. Dezember 2006 die Zentrale Zugleitstelle Pretzsch (ZZL) eingerichtet, in der Fahrdienstleiter den Betrieb auf allen Strecken bundesweit regeln. Im Jahr 2013 betraf dies über 100 Züge täglich, wobei über die Hälfte Personenzüge waren, die auf den vier Strecken mit bestelltem SPNV verkehren.
Zur Überwachung des sich vergrößernden Betriebes war es notwendig, am 1. Februar 2007 einen zweiten Oberbetriebsleiter einzusetzen. Die Oberbetriebsleitung Nord hat ihren Sitz in Strehla; sie ist für die Strecken in Brandenburg, Niedersachsen, Sachsen und Sachsen-Anhalt zuständig. Die Oberbetriebsleitung Süd hatte ihren Sitz in Hof (Saale) und war für die Bundesländer Bayern und Thüringen zuständig. Allerdings wurde sie noch im gleichen Jahr wieder aufgelöst, da die Tochtergesellschaft Bayerische Regionaleisenbahn GmbH (BRE) (Sitz: Schwarzenbach a.d.Saale) deren Aufgaben übernommen hatte.

## Eisenbahnverkehr
Die DRE betreibt in den 2010er Jahren keinen Eisenbahnverkehr mehr selbstständig, da sie sich als Eisenbahninfrastrukturunternehmen versteht. Auf dem Schienennetz der DRE bedienen jedoch andere Eisenbahnverkehrsunternehmen mehrere Strecken im regelmäßigen Personenverkehr:

### Personenverkehr

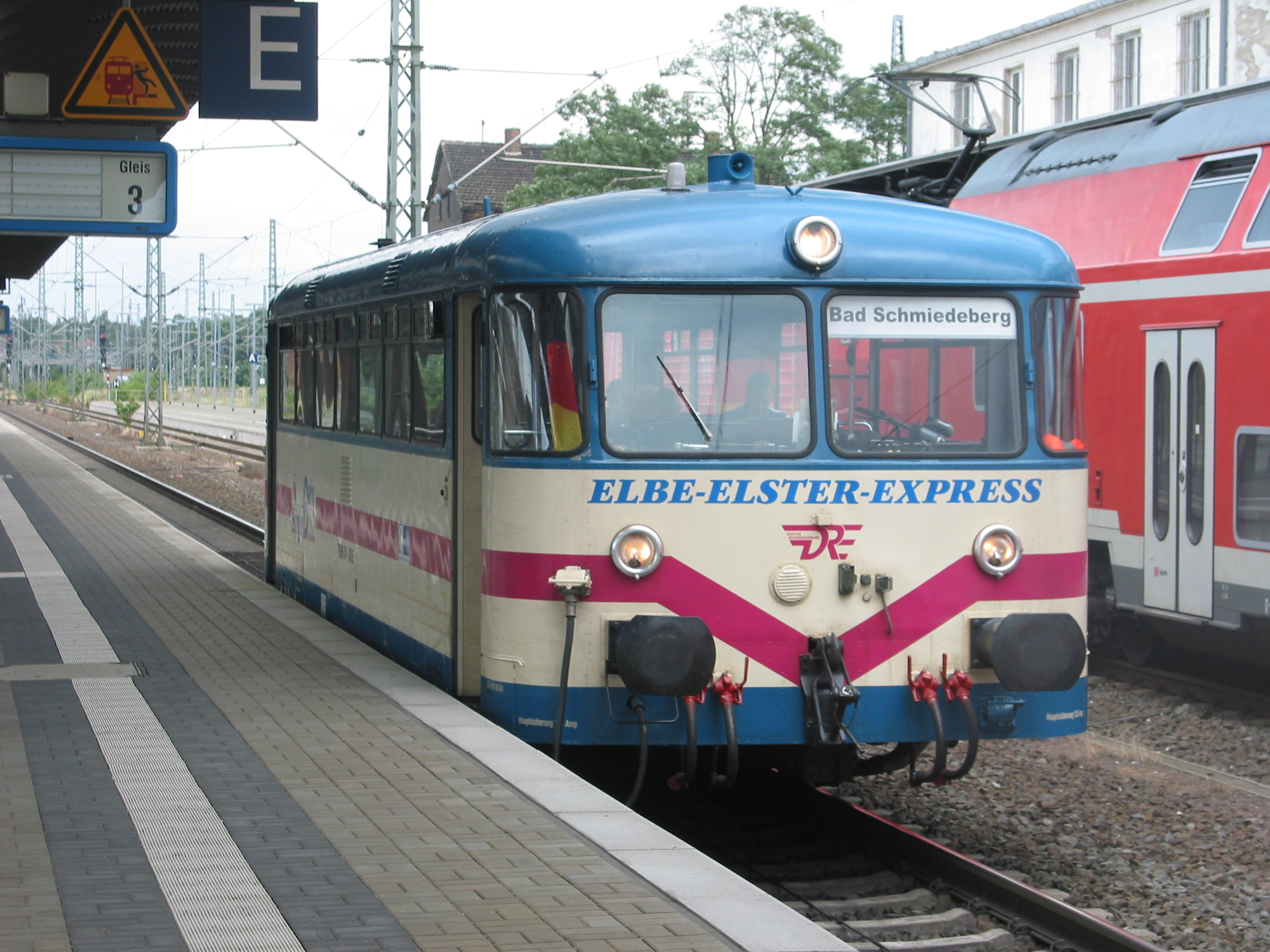
DRE-Schienenbus in Lutherstadt Wittenberg

- Personenverkehr wurde ab 2000 von der DRE selbst auf der Niederlausitzer Eisenbahn (NLE) als Wochenendverkehr im Sommerhalbjahr betrieben, zudem wurde zu verschiedensten besonderen Anlässen wie dem Jubiläum 110 Jahre NLE, zum Schliebener Moienmarkt und zur Rochauer Waldweihnacht gefahren. Dort wurde erstmals der eigene MAN-Schienenbus 2000 zur Landesgartenschau von Lübben nach Luckau eingesetzt. Seit 2005 verkehrte der Uerdinger Schienenbus des kooperierenden DBV-Fördervereins Niederlausitzer Eisenbahn e. V. als Elbe-Elster-Express zwischen Schlieben und Falkenberg/Elster. Dabei handelte es sich um ein 2006 mit EU-Mitteln gefördertes Bürgerbahn-Modell, bei dem das Zugpersonal ehrenamtlich aus der Region gestellt wurde.[43] 2007 erfolgte die erstmalige Anbindung von Mühlberg/Elbe nach 46 Jahren, die 2008 an Samstagen bis zum 5. Juli fortgesetzt wurde. Mit dem Jahresfahrplan 2008 wurde am 1. Mai Riesa erstmals an Sonn- und Feiertagen[44] mit dem neuen Elbe-Spreewald-Kurier über die NLE mit dem Unterspreewald (zunächst bis Lübben und seit 1. Juni bis Groß Leuthen-Gröditsch) verbunden. Auch kam es gegen Ende der Fahrsaison zu vermehrten Ausfällen des DRE-Schienenbusses, so dass diese bereits am 3. Oktober vorzeitig beendet wurde. Die vorzeitige Einstellung des Elbe-Elster-Express am Ende des Fahrplanjahres 2008 wurde vom DBV mit der geringen Nachfrage[45] und der fehlenden finanziellen Unterstützung durch die betroffenen Kommunen und Regionen begründet, so dass kein kostendeckender Betrieb möglich gewesen sei. Seitdem findet kein Personenverkehr mehr auf der Strecke statt.
- Personenverkehr findet auch auf der Elbe-Heide-Bahn statt. Nachdem das Land Sachsen-Anhalt den Schienenpersonennahverkehr Ende 2007 abbestellt hatte, konnte die DRE zusammen mit dem Land, dem Busunternehmen Vetter und dem Landkreis Wittenberg eine Lösung finden, so dass zwischen Lutherstadt Wittenberg und Bad Schmiedeberg ein vom Land teilfinanzierter, „bedarfsorientierter Verkehr“ (zunächst nur Montag bis Freitag), aufrechterhalten wird („Schmiedeberger Modell“).[46][47] Ende 2014 wurde dieser Verkehr eingestellt. Im Juli 2015 gab das Land Sachsen-Anhalt über die Servicegesellschaft NASA bekannt, die Leistungen für den touristischen Gelegenheitsverkehr zwischen Ostern und Oktober im Abschnitt Lutherstadt Wittenberg – Bad Schmiedeberg für die Jahre 2016 und 2017 an den Berlin-Anhaltische Bahn e. V. vergeben zu wollen.

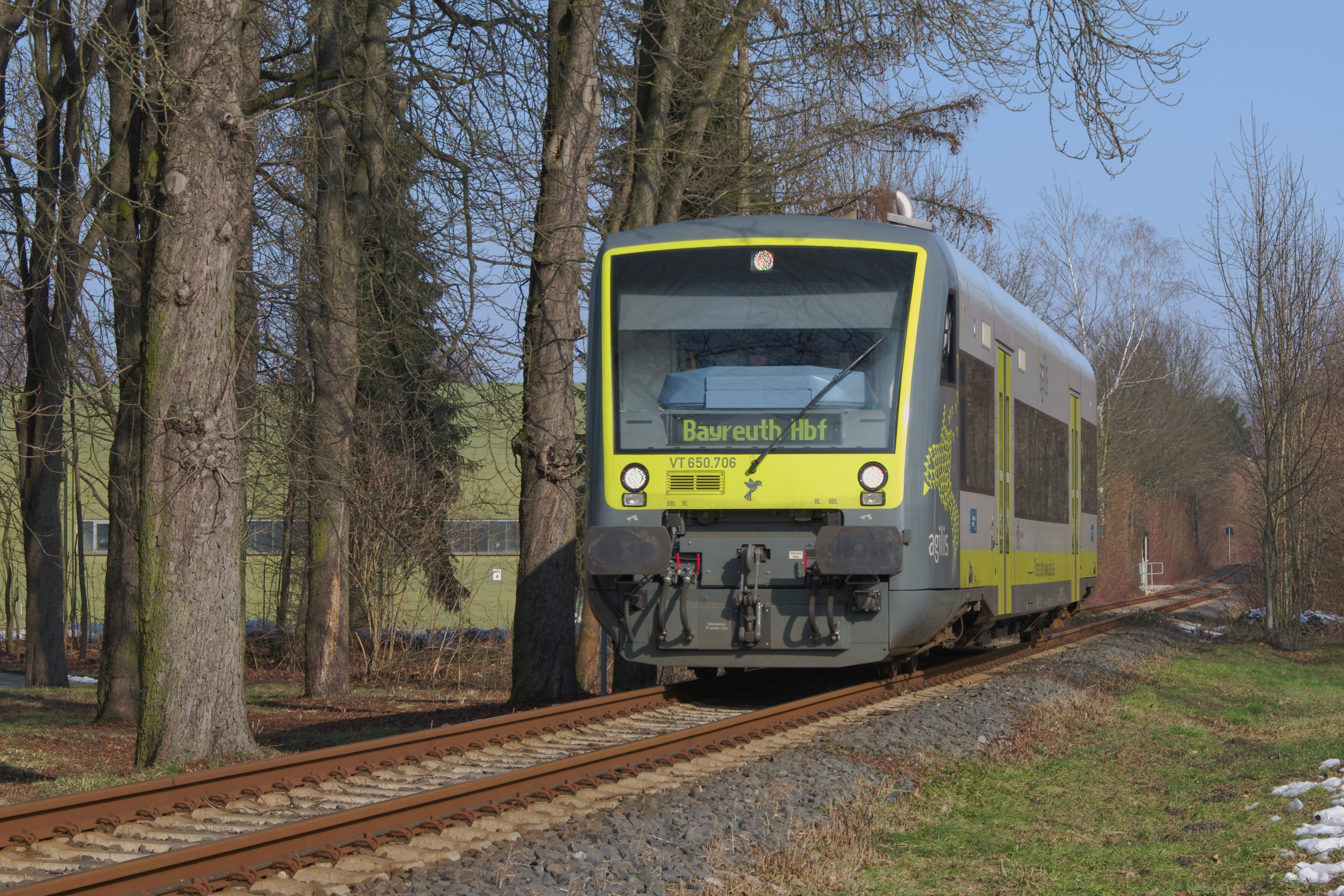
Zug in Laineck, 2015

- Auf dem kurzen Streckenabschnitt zwischen Seifhennersdorf und Seifhennersdorf Bundesgrenze verkehrten bis März 2015 im Zwei-Stunden-Takt die Trilex-Züge der Länderbahn. Anschließend war dieser Abschnitt wegen „betriebsrechtlicher Probleme im grenzüberschreitenden Verkehr“ gesperrt, Schienenersatzverkehr wurde eingerichtet.[48][49] Erst am 11. Juni 2023 konnte die Bahnstrecke wieder freigegeben werden.
- Auf der Unstrutbahn führt die Regionalverkehre Start Deutschland zwischen Nebra und Wangen (Unstrut) täglich im Stundentakt den SPNV durch; die Züge verkehren weiter bis nach Naumburg Ost. Der Streckenabschnitt wurde vor allem für die Besucher der Arche Nebra (Himmelsscheibe von Nebra) reaktiviert.
- Auf der Bahnstrecke Bayreuth–Warmensteinach findet zwischen Bayreuth und Weidenberg täglich ein vom Land bestellter SPNV im Stundentakt statt. Seit dem 12. Juni 2011 betreibt die agilis Verkehrsgesellschaft mbH diesen Verkehr.

### Stationen
Für Sonderzüge auf nicht regelmäßig im Schienenpersonenverkehr betriebenen Strecken besteht häufig das Problem, dass die Bahnsteige an den Stationen weiterhin zu DB Station&Service gehören, so dass dort nicht gehalten werden kann und deswegen alternative Haltestandorte gefunden werden müssen. Seit 1. August 2013 hat sich dies auf der Unstrutbahn durch Anpachtung der Bahnsteige in Roßleben, Donndorf und Gehofen sowie auf der Wisentatalbahn derjenigen in Mühltroff, Langenbuch, Lössau und Wüstendittersdorf geändert.

### Güterverkehr
Die DRE hat im Schienengüterverkehr als EVU im Rahmen des Sanierungsprogramms MORA C am 1. Januar 2002 die Bedienung von sechs Gütertarifpunkten auf der ihr gehörenden Niederlausitzer Eisenbahn von der damaligen DB Cargo AG übernommen. Sie führte den Einzelwagenverkehr mit einem schleppfähigen MAN-Schienenbus bzw. einer in Lübben (Spreewald) stationierten Rangierdiesellok bis ca. 2007 durch, dann kam dieser Verkehr zum Erliegen. Seither wird der Betrieb nur noch im wirtschaftlicheren Ganzzugverkehr (überwiegend Holz) ausschließlich durch andere Privatbahnen betrieben.